# 横山靖史
横山 靖史（よこやま やすし、1965年4月10日 - ）は、宮崎県出身の元アマチュア野球選手・指導者。左投げ左打ち。酪農学園大学野球部監督。

## 略歴
宮崎県都城市出身。高鍋高校時代は3年夏の甲子園に外野手兼投手として出場し2回戦で水野雄仁を擁する池田高校に破れる。その後法政大学に進学し、東京六大学野球では1～3年時の春季リーグ戦と主将になり臨んだ4年時の秋季リーグ戦で優勝。大学では同期に秋村謙宏、鈴木俊雄、松井達徳、1学年上に高田誠、猪俣隆、石井丈裕、金子誠一、1学年下に中根仁らがいた。明治大学に進んだ高校時代のチームメイト坂口裕之も4年時に主将を務めていた。
大学卒業後1988年に北海道拓殖銀行野球部に入部し、俊足巧打の外野手として日本選手権に3回・都市対抗野球に補強選手出場2回を含め8回出場。同期には佐藤真一がいた。1996年の活動停止をもって現役を引退、1997年の北海道拓殖銀行破綻後は保険会社へ転職、会社員の傍ら2007年頃まで約10年間酪農学園大学野球部の外部コーチを務めた。
その後酒好きだったこともあり、2012年にすすきのに居酒屋「創作九州ダイニング靖まる」を開店、故郷の九州に因んだ料理を提供し法政大学の後輩に当たる稲葉篤紀など野球関係者も来店する人気店となるも新型コロナウイルスの影響による売上の減少により2022年6月で閉店を決め、酪農学園大学からのオファーを受け同年10月から野球部監督に就任。